# Esther Duflo
Esther Duflo, FBA (francês: [dyflo]; 25 de outubro de 1972) é uma economista francesa-estadunidense vencedora do Prémio de Ciências Económicas em Memória de Alfred Nobel, co-fundadora e diretora do Laboratório de Ação contra a Pobreza Abdul Latif Jameel (J-PAL) e professora de Economia da Alívio à Pobreza e Desenvolvimento no Instituto de Tecnologia de Massachusetts. Duflo é um NBER Research Associate, atua no conselho do Bureau for Research and Economic Analysis of Development (BREAD) e é diretora do programa de economia de desenvolvimento do Center for Economic and Policy Research.
Sua pesquisa se concentra em questões microeconômicas nos países em desenvolvimento, incluindo comportamento familiar, educação, acesso a finanças, saúde e avaliação de políticas. Juntamente com Abhijit Banerjee, Dean Karlan, Michael Kremer, John A. List e Sendhil Mullainathan, ela tem sido uma força motriz no avanço de experimentos de campo como uma metodologia importante para descobrir relações causais na economia.
Em 14 de outubro de 2019, ela foi distinguida com o Prémio de Ciências Económicas em Memória de Alfred Nobel, pela "abordagem experimental para aliviar a pobreza global", juntamente com Michael Kremer e Abhijit Banerjee. O trio desenvolveu métodos voltados a encontrar as ações mais eficazes para melhorar saúde infantil e o desempenho escolar.  

Esther se tornou a segunda mulher a vencer o prêmio em seus 50 anos de existência, sendo a mais jovem desde então.